# Болевые точки
Болевые точки (кит. 穴位) — разновидность триггерных точек на теле человека и теплокровных животных, изучающихся в восточных боевых искусствах, традиционной медицине и акупрессуре. Даже относительно лёгкое нажимающее или вдавливающее пальцевое воздействие на болевые точки приводит либо к сильным болевым ощущениям (при применении в боевых искусствах), либо к искомому терапевтическому эффекту (при медицинском воздействии на проблемный участок). Особое внимание изучению болевых точек для проведения болевых приёмов уделяется в некоторых японских будо (кансэцу-вадза), в тамильском боевом искусстве вармакалаи, а также прикладном разделе самбо для полицейских структур.

## Применение

### Медицинское
Пальцевое воздействие на различные точки человеческого тела в лечебных целях широко распространено среди различных восточных медицинских практик.

### Боевое
Боевое применение воздействий на болевые точки практикуется полицейскими структурами при задержании злоумышленников и гражданскими лицами для самозащиты от преступных посягательств. В качестве примера можно привести комплекс приёмов, разработанных советским самбистом, Заслуженным мастером спорта СССР по самбо А. С. Фёдоровым для сотрудников милиции. В США аналогичную работу провёл американский каратист, 10-й дан кемпо и член зала славы «Black Belt» Джордж Диллман.